# Paweł Płuska
Paweł Płuska (ur. 19 stycznia 1970 w Łowiczu) – polski dziennikarz radiowy i telewizyjny.

## Życiorys
W 1997 uzyskał tytuł magistra na kierunku politologia i nauki społeczne w Wyższej Szkole Pedagogicznej w Krakowie, a w 2016 – tytuł Master of Business Administration na Uniwersytecie Erazma w Rotterdamie.
Karierę dziennikarską rozpoczął w Radiu Centrum. W latach 1994–1999 był reporterem RMF FM, a w 2000 zaczął pracę w Radiu Zet. Pod koniec 2001 rozpoczął pracę w TVN24, a we wrześniu 2004 przeszedł do zespołu Faktów w TVN.  W grudniu 2023 rozpoczął współpracę z Telewizją Polską, w której kieruje redakcją głównego programu informacyjnego 19.30, a od stycznia 2024 prowadzi także autorski program publicystyczny Redakcja w TVP Info.
Żonaty. Ma syna.